# Червячковые
Червячковые (лат. Vermetidae) — семейство морских брюхоногих моллюсков.
Отличается от других брюхоногих раковиной, имеющей более или менее форму трубки, прикреплённой неподвижно к подводным предметам и очень похожей по внешнему виду на трубки червей из семейства Serpulidae. У личинок и молодых животных, недавно только прикрепившихся к морскому дну, раковина имеет завитки, характерные вообще для брюхоногих, но далее, по мере роста, раковина начинает как бы развёртываться, т. е. отдельные обороты не соприкасаются между собой и образуют известковую трубку, только слегка и неправильно извитую. 
Нога малоразвита, направлена вперёд под головой и служит только как место прикрепления крышечки (оперкулум), посредством которой запирается устье раковины. Часть ноги, известная у других брюхоногих под именем epipodium, редуцирована и представлена только в виде двух небольших щупальцев. Копуляционные органы отсутствуют. Голова хорошо развита, и глотка снабжена сильными челюстями. В ноге сильно развита так называемая ножная железа, вырабатывающая слизь. К этой слизи, выделяемой моллюсками в большом количестве, прилипают различные мелкие животные, и затем вся эта слизь вместе со всеми находящимися на ней животными проглатывается. 
Моллюски раздельнополы. Самки прикрепляют яйцевые коконы на внутренней поверхности раковины (около устья). Из яиц развиваются свободноплавающие личинки, подобные личинкам других брюхоногих (велигер), которые затем опускаются на дно и начинают вести сидячий образ жизни. 
К семейству червячковых относятся как современные, живущие в тёплых морях, так и ископаемые формы. Род Vermetus с раковиной в виде цилиндрической слегка завитой трубки, имеющей круглое устье, с круглой вогнутой крышечкой, включает крупных представителей (длиной до 30 см). В Средиземном море наиболее обыкновенны Vermetus triquetrus. 